# Pete McCarthy
Pete McCarthy, właściwie Peter Charles McCarthy Robinson (ur. 9 listopada 1951 w Warrington, zm. 6 października 2004 w Brighton) – brytyjski dziennikarz i pisarz, autor książek McCarthy's Bar i The Road to McCarthy. Książka McCarthy's Bar (Bar McCarthy’ego) została wydana w Polsce nakładem wydawnictwa Książnica.